# Белчер (острова)
Острова Белчер (англ. Belcher Islands) — архипелаг в восточной части Гудзонова залива.

## География
Острова находятся в нескольких десятках километров к западу от Гудзонова побережья провинции Квебек, но административно относятся к региону Кикиктани территории Нунавут, находящейся далеко к северу. Подробно картографированы острова были лишь в 1914—1916 гг. Робертом Флаэрти, позже ставшим известным режиссёром.
Архипелаг состоит примерно из 1500 островов, которые объединены в 4 группы:
- Острова Норт-Белчер — включают острова Джонсон, Ледди, Слинит и более 700 мелких островов, скал и утёсов на севере архипелага.
- Острова Бейкерс-Дозен — расположены на северо-востоке архипелага и включают около 50 островов и утёсов.
- Острова Ист-Белчер — группа из 15 островов на востоке архипелага.
- Острова Флаэрти — группа из 300 островов на юго-западе архипелага[2].

На крупнейшем острове Флаэрти (1585 км²) расположен единственный населённый пункт архипелага — Саникилуак, южнейший посёлок Нунавута; хотя в заливе Джеймс находятся более южные острова территории, но они не имеют постоянного населения. Другие крупные острова архипелага Белчер — Кугенг, Тукарак, Иннеталлинг, Вьеганд.
Геологически острова находятся в области протерозойской складчатости, сложены осадочными и вулканическими породами. Обнаружены значительные месторождения железной руды. Почвы бедны, преобладает тундра, деревья отсутствуют. Высшая точка — 155 м над уровнем моря, некоторые скалы достигают высоты 50-70 м. В водах у островов обитают белухи, арктический голец, треска, мойва, на побережье — моржи, на суше — северные олени. Из птиц круглогодично встречается белая сова.